# Туберкулоза (филм)
Туберкулоза  је југословенска телевизијска драма из 1968. године. Режирао ју је Сава Мрмак, а сценарио је написао Ивица Иванец.